# Чиабатта
Чиаба́тта (от итал. Ciabatta — «тапочка») — итальянский пшеничный хлеб, выпекаемый с использованием закваски, дрожжей и оливкового масла. Особенностью этого хлеба являются хрустящая корочка и мякоть с крупной, неравномерно распределённой пористостью. Используется для приготовления бутербродов и сэндвичей (например, панини). С конца 1990-х годов этот сорт хлеба стал очень популярен в Европе и США.
Чиабатта изначально выпекалась только в Лигурии, но в настоящее время этот сорт хлеба распространён по всей Италии и даже вне её, например, в Каталонии, где он популярен под названием шапата (кат. xapata). У чиабатты, выпеченной в районе озера Комо, — хрустящая корочка, мягкая, пористая текстура, хлеб лёгкий. Чиабатта, выпеченная в областях Тоскана, Умбрия и Марке, может быть совершенно разной, от хлеба с твёрдой коркой и плотной мякотью, до хлеба более мягкого и лёгкого. В Риме чиабатту часто пекут с добавлением оливкового масла, соли и майорана. Другие разновидности:
- Ciabatta integrale — из цельной пшеничной муки.
- Ciabatta al latte — с добавлением молока.

В США чиабатту обычно выпекают из более влажного теста, что требует машинного замеса и добавления специальных ферментов и закваски.